# Valentín Sergio Pachón Mosquero
Sergio Pachón (Madrid, 5 de febrer de 1977) és un futbolista madrileny, que ocupa la posició de davanter.

## Trajectòria
Després de passar per diversos clubs de la regió de Madrid, el 1998 arriba a la disciplina del CD Leganés, que jugava a la Segona Divisió. Hi destaca la temporada 99/00, en la qual marca 12 gols en 40 partits, la qual cosa li val el fitxatge pel Reial Valladolid, de la primera divisió.
Amb els val·lisoletans hi juga durant quatre anys a la màxima categoria, la majoria com a suplent (només hi té un mínim de continuïtat la temporada 00/01 i 02/03). Amb la temporada 03/04 començada marxa al Getafe CF. Al conjunt madrileny hi culmina una bona temporada: marca 10 gols en 24 partits, que contribueixen al fet que el seu equip puge a la primera divisió per primer cop a la història.
Perd la titularitat quan el Getafe és a la màxima categoria, sent un dels recanvis habituals. El 2007 recala al Rayo Vallecano, amb qui assoleix pujar a la Segona Divisió a l'any següent. La temporada 08/09, marca 9 gols en 38 partits amb els vallecans a la categoria d'argent.